# ロベルト・トロッタ
ロベルト・トロッタ（Roberto Trotta, 1969年1月28日 - )は、アルゼンチン・ピグエ出身の元サッカー選手で指導者。現役時代のポジションはセンターバック。アルゼンチン代表として1995年に3試合のプレー経験がある。

## 経歴
1987年にエストゥディアンテス・デ・ラ・プラタでキャリアをスタートさせた。1992年にCAベレス・サルスフィエルドに移籍し、主将を務めた。1994年にはコパ・リベルタドーレスで優勝、同年のインターコンチネンタルカップでのACミランとの対戦では、決勝点となるPKを決めて優勝した。
1996年カルロス・ビアンチがASローマ監督就任時するにあたり、ビアンチの誘いでローマに移籍したが、6試合に出場したのみで、ビアンチが退任するとチームから放出された。その後CAリーベル・プレートなどでプレーした。

## タイトル
ベレス・サルスフィエルド
- プリメーラ・ディビシオン： 1993後期リーグ, 1995前期リーグ
- コパ・リベルタドーレス : 1994
- インターコンチネンタルカップ : 1994
- コパ・インテルアメリカーナ : 1994

CAリーベル・プレート
- プリメーラ・ディビシオン： 1999前期リーグ, 2000後期リーグ

個人
- 南米チーム・オブ・ザ・イヤー : 1995